# Montemayor del Río
Montemayor del Río est une commune de la province de Salamanque dans la communauté autonome de Castille-et-León en Espagne.

## Sites et patrimoine
- Château San Vicente (es)
- Muraille de Montemayor del Río (es)

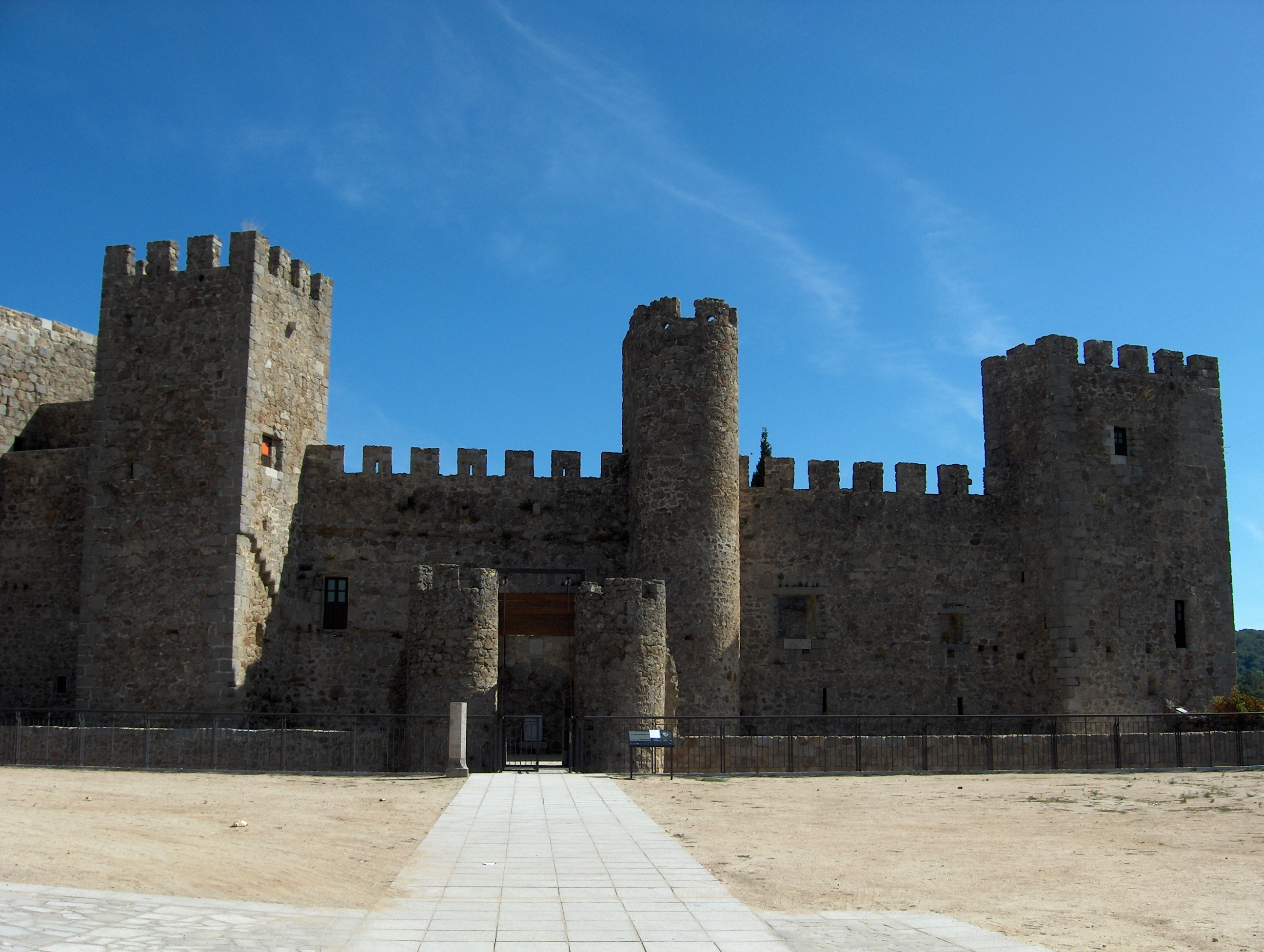
Le château.